# Pauls Jonass

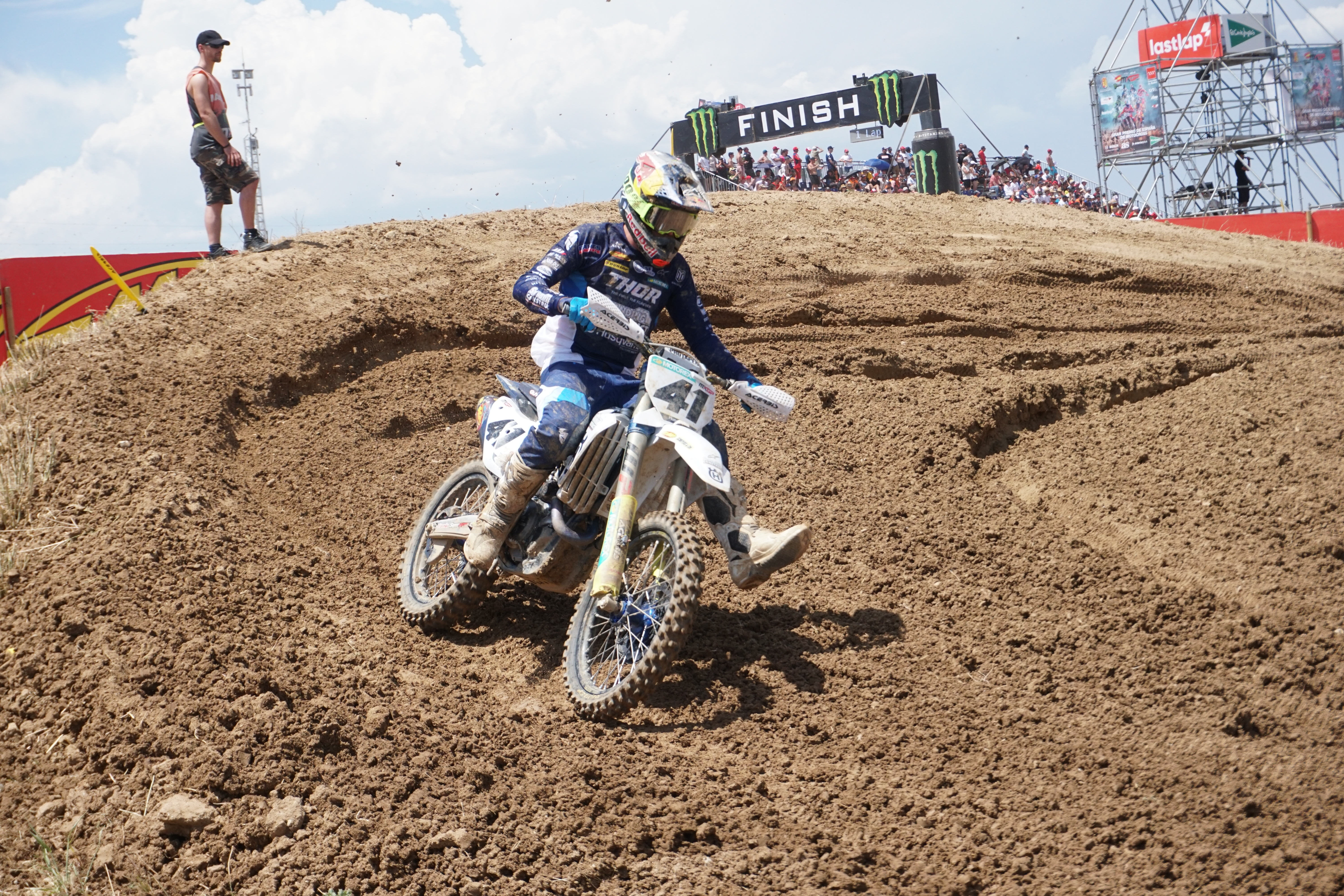
Pauls Jonass bij de wereld kampioenschap motorcross 2022 in Spanje

Pauls Jonass (Kalvene, 13 januari 1997) is een Lets motorcrosser. Woonachtig te Neeroeteren (Maaseik) België

## Carrière
Na enkele nationale kampioenschappen te hebben gewonnen in de 65cc, werd Jonass Junior Wereldkampioen in de 85cc in 2011. In 2012 maakte hij met KTM de overstap naar de 125cc en werd vijfde in het Europees Kampioenschap en derde op het Junior Wereldkampioenschap. In 2013 domineerde hij het EK 125cc en werd vlot kampioen. In hetzelfde jaar werd hij ook Junior Wereldkampioen in de 125cc klasse. Hij nam ook één wedstrijd deel aan het EK MX2, waarin hij een vierde plaats behaalde.
In 2014 schakelde hij over naar het Wereldkampioenschap motorcross MX2, waarin hij een beperkt programma reed. Hij eindigde als 24e in het kampioenschap. In 2015 werd Jonass opgenomen in het fabrieksteam van KTM, naast Jeffrey Herlings en onder begeleiding van Stefan Everts. In zijn eerste volledige seizoen behaalde Jonass zesmaal het podium en werd vice-wereldkampioen. In het seizoen 2016 eindigde hij, na het missen van de 5 laatste wedstrijden door een blessure, op de vijfde plaats in de eindstand van het WK MX2. In 2017 behaalde hij zijn eerste GP-overwinningen, hij won zes van de negentien Grand Prixs. Het raceseizoen beëindigde hij als wereldkampioen, hij was daarmee de eerste Let die wereldkampioen in de motorcross werd. In 2018 kwam hij als regerend wereldkampioen aan de start van de MX2 klasse. Hij behaalde 5 GP-overwinningen en eindigde het seizoen als vice-wereldkampioen MX2.

## WK motorcross
2014: 24e in MX2-klasse
2015: 02e in MX2-klasse
2016: 05e in MX2-klasse
2017: 01e in MX2-klasse
2018: 02e in MX2-klasse
2019: 06e in MXGP-klasse
2020: 031e in MXGP-klasse
2021: 08e in MXGP-klasse
2022:  9e in MXGP-klasse
2023: 19e in MXGP-klasse
2024: 14e in MXGP-klasse
| 1           | 25-02-2017 | Qatar              | Losail                     |
| 2           | 19-03-2017 | Argentinië         | Villa La Angostura         |
| 3           | 23-04-2017 | Europa (Nederland) | Valkenswaard               |
| 4           | 28-05-2017 | Frankrijk          | Ernée                      |
| 5           | 11-06-2017 | Rusland            | Toeapse (Orljonok-circuit) |
| 6           | 23-07-2017 | Tsjechië           | Loket                      |
| 7           | 04-03-2018 | Argentinië         | Villa La Angostura         |
| 8           | 18-03-2018 | Europa (Nederland) | Valkenswaard               |
| 9           | 25-03-2018 | Valencia (Spanje)  | Vilafamés                  |
| 10          | 01-05-2018 | Rusland            | Toeapse (Orljonok-circuit) |
| 11          | 03-07-2018 | Groot-Brittannië   | Matterley Basin            |
| MXGP-klasse |            |                    |                            |
| 12          | 05-05-2024 | Portugal           | Águeda                     |